# Edmond Kapllani
Edmond Kapllani, född den 31 juli 1982 i Durrës i Albanien, är en albansk fotbollsspelare. Kapllani spelar för närvarande för SV Elversberg i tyska Regionalliga Südwest.

## Karriär

### Klubb
Kapllani har tidigare spelat för ett antal albanska klubbar, bland annat Teuta Durrës. År 2004 gick han till tyska Karlsruher SC, där han spelade fram till säsongen 2009 och under de fem åren spelade 118 matcher och gjorde 26 mål. År 2009 gick han till FC Augsburg, och har sedan dess spelat utlånad till TuS Koblenz, och nuvarande för SC Paderborn 07.

### Internationell
Kapllani har spelat för Albaniens herrlandslag i fotboll sedan år 2004. Kapllani var Albaniens mesta målskytt vid kvalet till EM 2008. Han har hittills gjort 41 landskamper för Albanien och gjort 6 mål.

#### Internationella mål
| Nr | Datum            | Plats                                    | Motståndare   | Mål   | Resultat | Tävling       |
| -- | ---------------- | ---------------------------------------- | ------------- | ----- | -------- | ------------- |
| 1. | 2 juni 2007      | Qemal Stafa-stadion, Tirana, Albanien    | Luxemburg     | 1 - 0 | 2 - 0    | EM-Kval 2008  |
| 2. | 6 juni 2007      | Stade Josy Barthel, Luxemburg, Luxemburg | Luxemburg     | 0 - 2 | 0 - 3    | EM-Kval 2008  |
| 2. | 6 juni 2007      | Stade Josy Barthel, Luxemburg, Luxemburg | Luxemburg     | 0 - 3 | 0 - 3    | EM-Kval 2008  |
| 4. | 17 november 2007 | Qemal Stafa-stadion, Tirana, Albanien    | Vitryssland   | 2 - 1 | 2 - 4    | EM-Kval 2008  |
| 5. | 21 november 2007 | Lia Manoliu, Bukarest, Rumänien          | Rumänien      | 3 - 1 | 6 - 1    | EM-Kval 2008  |
| 6. | 20 augusti 2008  | Qemal Stafa-stadion, Tirana, Albanien    | Liechtenstein | 2 - 0 | 2 - 0    | Vänskapsmatch |